# أربيان غشائي
أربيان غشائي (الاسم العلمي: Anthemis scariosa) هو نوع نباتي يتبع جنس الأربيان من الفصيلة النجمية.

## الموئل والانتشار
الانتشار والموئل في بلاد الشام.